# 圣殿教堂
圣殿教堂（Temple Church）是英国伦敦的一座12世纪教堂，位于弗利特街与泰晤士河之间，由圣殿骑士团兴建，作为其英国总部。在现代，内殿和中殿两个律师学院都使用这座教堂。它以肖像墓著称，是一座圆形教堂。该教堂自12世纪建成以来，从来没有经历过重建，只是在第二次世界大战期间受损严重。在伦敦大轰炸期间，納粹德國空軍轰炸机投下的两颗燃烧弹击中了教堂。其中一颗击中了教堂中殿的外部拱顶，但未能穿透内部的石质结构；另外一颗击穿了圆形教堂穹顶，掉落在教堂内部。教堂内部几乎所有的木质结构和陈设都付与一炬。战后，教堂得到了大体的修复。唯一遭受永久破坏的是摆放在圣殿教堂中央地面上的八尊卧姿圣殿骑士雕像。炸弹的撞击，加上燃烧弹导致的大火，导致雕像表面细节遭到了严重损毁。丹布朗在小说达芬奇密码中提到了这座教堂。圣殿教堂周围地区称为圣殿区域，附近有圣殿关和倫敦地鐵圣殿站。